# 优胜客
优胜客（Unibet），是一家網絡賭博網站，是上市公司Kindred Group旗下一個品牌。
2021年7月德國推出新的網絡賭博法律，9月优胜客成為第一個宣佈退出德國網絡賭博市場的賭博公司。

## 外部連結
- 官方网站